# Dorcadion ullrichi
Dorcadion ullrichi là một loài bọ cánh cứng trong họ Cerambycidae.